# 性壓抑
性压抑指人們因各種原因無法表現出自己性欲的状态。和性压抑有关的定義在不同社会和不同历史时期有所不同。造成性压抑的因素在不同的文化、宗教团体和道德体系中也有所不同。
性压抑在很大程度上可分为生理、心理因素或是两者的结合。心理因素上，性压抑往往与性冲动有关的内疚感或羞耻感有关。在保守國家，若有人發生同性性行為，可能会受到名譽殺人、迫害或被判處死刑。這也使得某些同性戀不敢表現出性慾望。在许多中东、北非以及南亚國家，政府通过立法來使本國公民性压抑。童婚、残割女性生殖器和男性割礼等也會造成性压抑。